# Cordaicarpus
O gênero Cordaicarpus foi definido originalmente por Geinitz (1862), mas foi redefinida por Seward (1917) para evitar a confusão com outros  gênero, e estabelecendo que o  gênero se refere somente as sementes. Seward definiu as diferenças entre  Cordaicarpus e Samaropsis.

## Localização
No Brasil fosseis das espécies C. brasilianus, C. fanatinensis e C. truncata, são localizadas no afloramento Morro Papaléo  no município de Mariana Pimentel. A  espécie C. cerronegrensisi foi localizada na Mina Faxinal em Arroio dos Ratos. Estão na Formação Rio Bonito e datam  do Sakmariano, no Permiano.